# Karuna Amman
Pour les articles homonymes, voir Karuna et Amman (homonymie).
Vinayagamoorthy Muralitharan (nom de guerre: Colonel Karuna Amman; tamoul : விநாயகமூர்த்தி முரளிதரன், né en 1966) est un responsable du mouvement Tigres de libération de l'Eelam tamoul (LTTE), avant de faire défection en 2004, pour rejoindre le gouvernement sri-lankais, entraînant avec lui 6 000 hommes.

## Biographie

### Rupture avec les Tigres tamouls
Après 20 ans de combat avec le LTTE, il fonde le parti dissident Tamil Makkal Viduthalai Pulikal (TMVP). Ayant abandonné les armes, il rejoint en 2008 le parti du président Mahinda Rajapakse United People's Freedom Alliance (UPFA), et devient ministre le 9 mars 2009. Il rejoint ensuite le Sri Lanka Freedom Party (SLFP), dont il devient vice-président le 24 avril 2009 .

## Accusations de violations des Droits de l'Homme
Alors responsable du LTTE des provinces de l'Est, il est suspecté d'être impliqué dans le massacre de 113 policiers en 1990. Reporters sans frontières l'accuse de violences contre la presse. Son groupe est accusé d'attaques contre des civils dans la péninsule de Jaffna, et d'attaques d'escadrons de la mort contre des civils. Il est accusé du recrutement d'enfants soldats par l'UNICEF et Human Rights Watch,. Un rapport du département d'État américain l'accuse de la mort de 20 civils. Karuna a démenti ses accusations qu'il impute à des tentatives des LTTE de discréditer son parti.